# Château de Châtillon (Valais)
Pour les articles homonymes, voir Château de Châtillon.
Le château de Châtillon (en allemand Gestelnburg), aussi appelé château des de la Tour-Châtillon, est un château en ruines situé au-dessus du village de Niedergesteln (en français « Bas-Châtillon ») dans le canton du Valais, en Suisse, sur une arête rocheuse appelée « Feschti ». Le château a été construit au XIIe siècle par les barons de la Tour. Le règne de ces barons prend fin pendant les guerres contre l'évêque de Sion dans la seconde moitié du XIVe siècle, et en 1384 le château est finalement détruit par les Haut-Valaisans. Exactement 600 ans plus tard, les ruines sont restaurées et rendues plus accessibles. Derrière le château se trouve également une grotte appelée « Feschtiloch ». Cette grotte s'est formée pendant la dernière période glaciaire. 

## Origine des noms
Sous le règne des barons de la Tour, le français était parlé dans la région et à l’époque le château s'appelait « Châtillon ». En latin « castellum », en allemand « Kastel », en anglais « castle ». « Gesteln » en est une variante de ces mots. Le village situé en dessous du château s'appelait « Bas-Châtillion », d'où le nom « Niedergesteln » ou « Châtillon-le-Bas ». Le mot « nieder » signifie « en bas » en français. Le village Obergesteln à Conches, dans le Haut-Valais, semble n'avoir aucun lien avec Niedergesteln, bien que son nom ait une origine similaire. Le nom de l'arête rocheuse « Feschti » provient probablement de « Festung » (en français « forteresse »), et le « Feschtiloch » est le trou sous la forteresse. Un « trou » est « Loch » en allemand.

## Localisation et accès

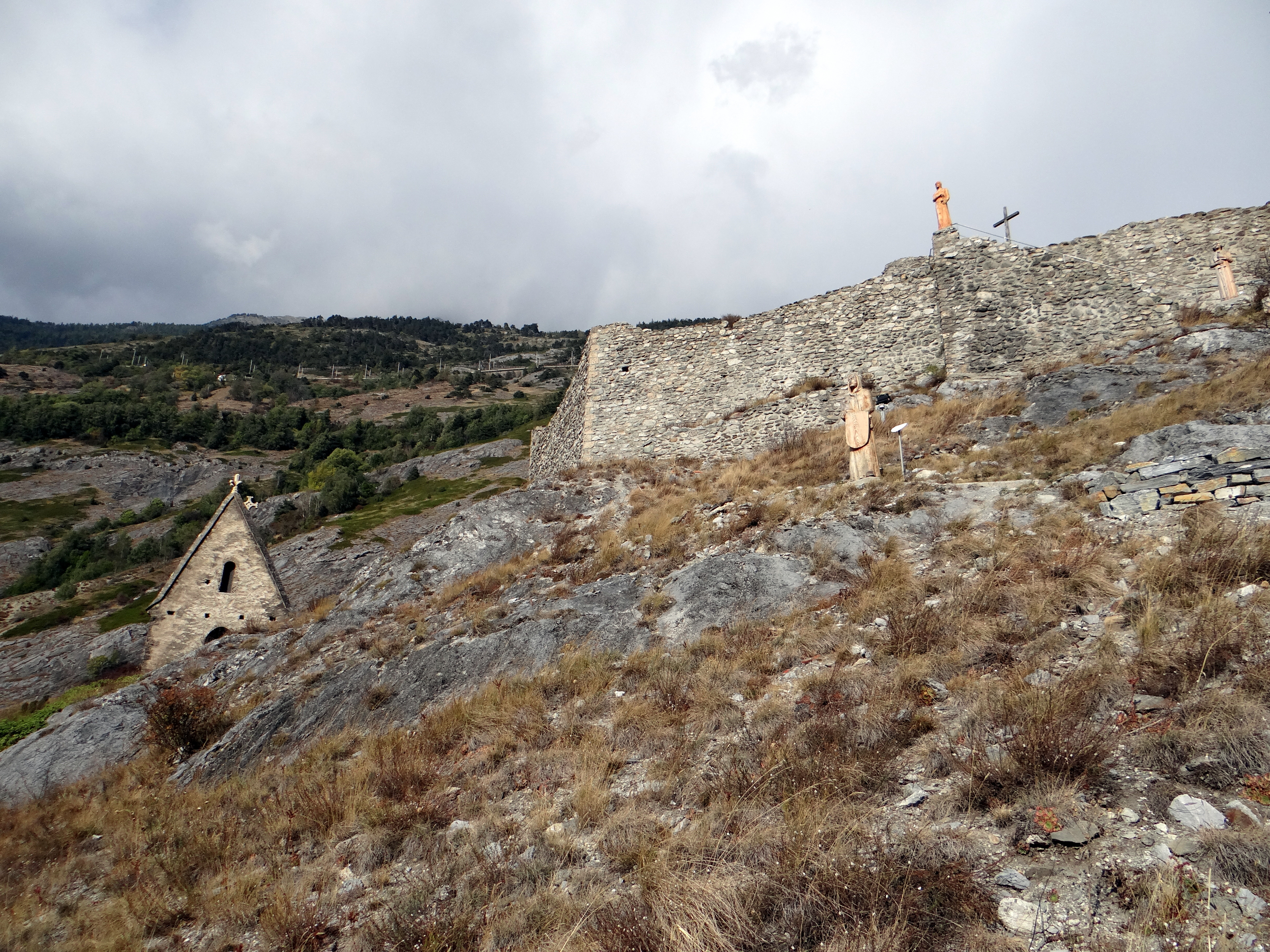
Les ruines vues d'en bas avec les sculptures en bois.

La ruine est située sur une arête rocheuse à peu près 100 mètres au-dessus du village. Les ruines sont facilement accessibles depuis le village par un chemin confortable, et on est accompagné par des sculptures en bois représentant les Barons de la Tour. Sur la droite se trouvent les vestiges des remparts les plus bas, de la citerne d'eau et des bâtiments auxiliaires. Plus haut se trouve le bâtiment du château principal, qui mesure environ 40 mètres sur 13. Ce bâtiment a occupé toute la largeur de l'arête rocheuse et ses murs, qui sont encore partiellement conservés, ont une épaisseur impressionnante jusqu’au 3 mètres. Vers le haut, il y a un fossé qui, d'un côté, protège le bâtiment du château d’en haut et, de l’autre côté, constitue un obstacle pour atteindre la partie supérieure du château. La partie supérieure du château était dominée par une tour ronde. Aujourd'hui, seuls les restes des murs de la tour sont visibles, et une croix a été érigée sur ce site. La tour était aussi protégée par des murs et, du haut, par un autre fossé. Ce complexe pouvait être bien défendu et résister à un siège.

## Histoire
Le Châtillon était le siège des Barons de la Tour, l'une des plus puissantes familles féodales valaisannes du Moyen Âge tardif. Ces barons descendent probablement des Barons de la Tour du Pin en Dauphiné, qui se sont installés au XIIe siècle en Valais. L'un des membres de cette famille, Amédée de la Tour, était évêque de Sion à cette époque. La famille de la Tour s'est alliée aux familles nobles locales, avec lesquelles elle a probablement bâti la Gestelnburg. Il est clairement attesté qu'en 1235, le château était déjà construit et appartenait aux barons de la Tour. Cette famille très influente possédait non seulement divers biens en Valais, mais aussi dans le Chablais, l'Oberland bernois et Fribourg. 
La seconde moitié du XIVe siècle est marquée par des guerres impliquant les grandes familles féodales et l'évêque de Sion. Les plus grandes hostilités ont eu lieu entre l'évêque Guichard Tavelli (aussi connu sous le nom de « Witschard Tavel ») et Antoine de la Tour. En 1362, Antoine a attaqué le château de Granges, le siège de la famille Tavelli. Par la suite, les troupes de l'évêque ont pillé de nombreuses possessions de la famille de la Tour. Entre-temps, les Haut-Valaisans s'opposent également à cette famille. Ils détruisent le Bas-Châtillon et assiègent le Châtillon, mais ce dernier en vain. Antoine, affaibli, demande l'aide d'Amédée VII de Savoie, qui envahit le Valais avec son armée. En 1375, les hostilités atteignirent leur paroxysme avec l'assassinat de l'évêque Guichard Tavelli par les mercenaires d'Antoine de la Tour au château de la Soie en proximité. Les Haut-Valaisiens sont maintenant avancés plus loin en Valais et ont pu vaincre l'armée d'Antoine définitivement à la bataille de Saint-Léonard. Antoine, gravement blessé, a réussi à s'enfuir vers la Savoie. La famille de la Tour ne s'est plus remise de cette défaite. Mais le château n'a été pris par les Haut-Valaisans qu'en 1384 et a été détruit. Antoine est aussi appelé « Anton von Turn » en allemand et il est représenté par une des sculptures en bois au Châtillon.
Exactement 600 ans après la destruction du château, en 1984, la Fondation Pro Castellione a été créée. Le but de la fondation était d'effectuer des fouilles archéologiques et de restaurer le château. Les travaux ont été achevés en 1993. La découverte la plus remarquable lors des fouilles a été de nombreuses pièces d'un poêle en faïence, qui sont maintenant conservées au musée d'histoire du Valais à Sion. Sur les carreaux on trouve des reliefs avec des motifs, des fleurs, des animaux et des personnes. La nature de ces représentations indique une date d’origine de la première moitié du XIVe siècle, qui coïncide avec l’apogée de la famille de la Tour. Les sculptures en bois ont également été installées par cette fondation.

## Légendes

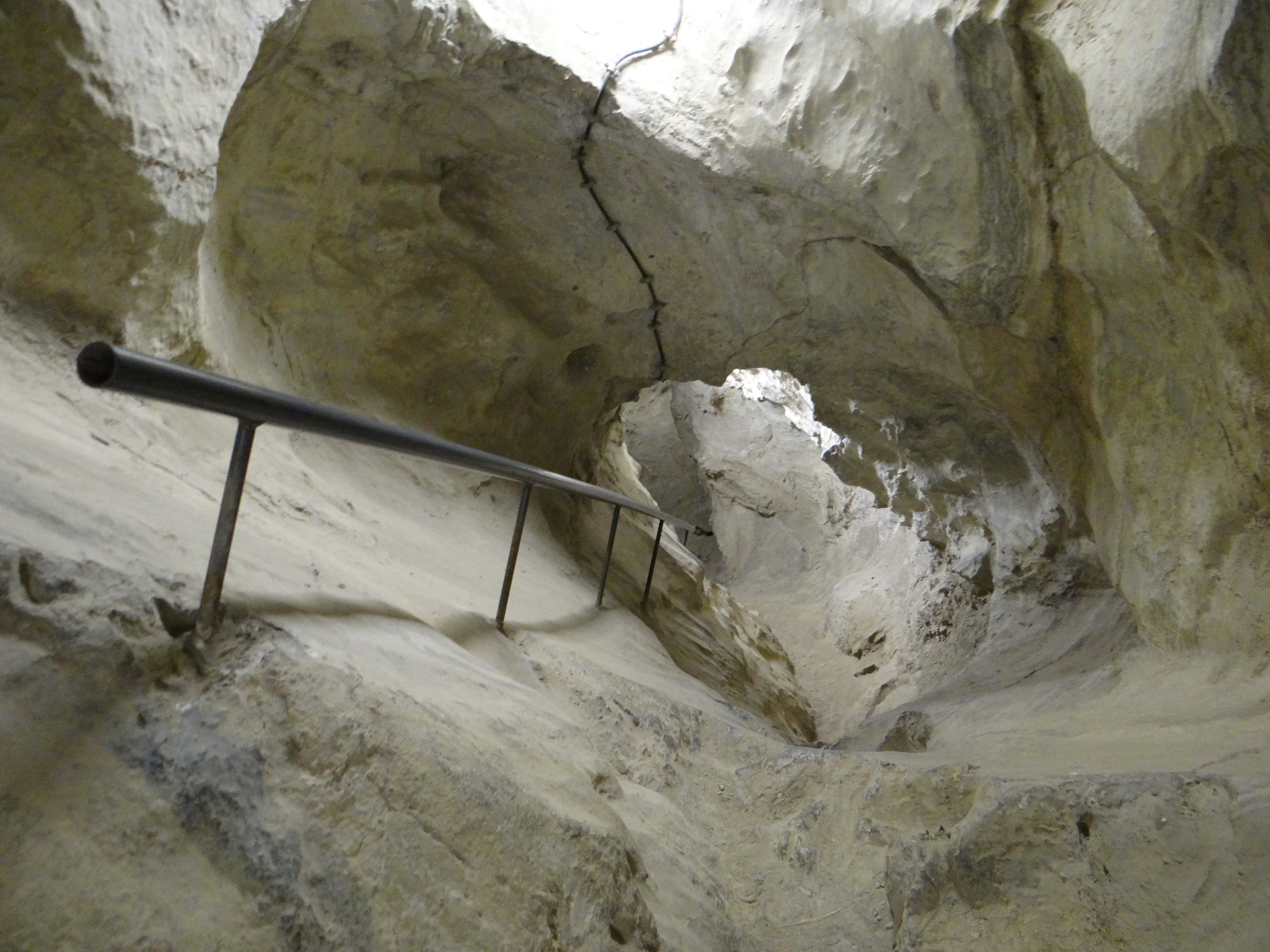
L'interieur du Festiloch.

Il existe plusieurs légendes sur le Feschtiloch, qui sont pour la plupart similaires, et donc ici seulement une variante : 
À Feschtiloch, il y a trois couloirs, et dans l’un d'eux, il y a trois chaudrons remplis d'argent. Chaque chaudron est gardé par une bête : le premier par une vipère, le second par un crapaud et le troisième par un lion. On peut emporter l'argent seulement la Veillée de Noël, mais pas avant qu’on a donné un baiser à chaque bête. Cela doit être fait exactement au moment de la consécration pendant la Sainte Messe. En outre, les chaudrons ne sont pas faciles à trouver, car ils ne sont visibles que pendant la consécration. En raison de toutes ces difficultés, personne ne semble avoir encore pu emporter les chaudrons, et vraisemblablement ils sont encore là.